# Рижское политехническое училище
Рижское политехническое училище (нем. Polytechnikum zu Riga; латыш. Rīgas Politehniskā augstskola) — учебное заведение Риги, существовавшее с 1862 года; в 1896 году оно было преобразовано в Рижский политехнический институт.

## История

### 1862—1895 годы
По инициативе Рижской фондовой биржи и Рижской думы при поддержке генерал-губернатора А. А. Суворова в 1861 году было создано учебное заведение с технической специализацией; Положение о Рижском политехническом училище было утверждено императором Александром II 16 (28) мая 1861 года. Первоначально училище имело статус частной средней школы, которая финансировалась провинциальной знатью Прибалтики. В него принимались подданные Российской империи без вступительных экзаменов. Обучение осуществлялось за плату, на немецком языке (до 1896 года, когда официальным языком обучения стал русский). В уставе были использованы положения уставов Высшей технической школы Цюриха В Швейцарии и Высшей технической школы Карлсруэ в Германии. По примеру университетов при училище было создано подготовительное отделение.
Первоначально училище было размещено возле Верманского парка, в здании на углу улиц Суворова и Елизаветинской; с 1869 года — в новом здании на бульваре Raiņa  (латыш.), где позднее был размещён Латвийский университет.
На рубеже XIX—XX веков Рижский политехнический институт имел 8 отделений, среди которых выделялось коммерческое отделение; «Энциклопедия Брокгауза и Ефрона» отмечала:

Наиболее полного развития курс коммерческого образования достиг в рижском политехническом училище <…> образование, получаемое в этом училище, не ниже того, какое дают высшие коммерческие школы во Франции и в Антверпене. В нем преподаются только специальные предметы, так как в число учащихся принимаются лишь окончившие 6 классов общеобразовательных заведений. Наряду с широкой постановкой преподавания основательно ведется и практическая подготовка учащихся к их специальной деятельности. <…> Читаются в нем, между прочим: коммерческая география и статистика, коммерческая арифметика, конторское дело и счетоводство, политическая экономия, наука о финансах, энциклопедическая химия, история торговли, учреждение рижской торговли, история народного хозяйства, торговое, вексельное и морское право, товароведение, энциклопедическая физика и коммерческая практика. 
— Коммерческое образование // Энциклопедический словарь Брокгауза и Ефрона : в 86 т. (82 т. и 4 доп.). — СПб., 1890—1907.
В течение существования учебного заведения в нём был образован ряд студенческих корпораций: «Fraternitas Baltica» (с 1865), «Concordia Rigensis» (с 1869), «Rubonia» (с 1875), «Arconia» (с 1879), «Fraternitas Arctica» (с 1880), «Selonija» (с 1880), «Veletia» (с 1883), «Vironia» (с 1900), «Talavija» (с 1900).
Огромную роль в судьбе политехникума сыграл генерал-губернатор П. H. Багратион, который всячески заботился о развитии образования в Риге. До него политехникум работал благодаря пожертвованиям и плате за обучение, что давало возможность учебному заведению существовать, но не позволяло процветать. Багратион специально организовал визит в Ригу министра финансов Российской империи и «выбил» для политехникума государственную дотацию в десять тысяч рублей ежегодно. Кроме того, генерал-губернатор настоял на том, чтобы выпускники рижского учебного заведения были приравнены в правах к выпускникам Петербургского института гражданских инженеров. При Багратионе в Риге был построен второй корпус политехникума, учебное заведение стало одним из крупнейших техникумов Европы.
В Рижском Политехникуме преподавали известные учёные. Одним из которых был Нобелевский лауреат Вильгельм Оствальд, работавший здесь на химическом факультете (1881-1887). В Риге Оствальд открыл законы гомогенного кислотно-основного катализа, изобрёл прибор для измерения вязкости жидких систем, сконструировал первый ртутный капельный электрод, начал цикл исследований. Именно в годы своей работы в Рижском Политехникуме Оствальд написал двухтомный фундаментальный учебник по физической химии. В Политехникуме издавался международный журнал по физической химии при участии таких выдающихся авторитетов науки, как Сванте  Аррениус, Якоб Вант-Гофф, Анри Ле Шателье, Д. И. Менделеев, Н. А. Меншуткин и другие. Среди тех, кто прославил Рижский Политехникум в мире науки, такие знаменитые ученые, как Сванте Аррениус, Август Тёплер, Карл Бишоф, Пирс Боль, Пауль Вальден и многие другие.
До 1896 года обучение в институте велось на немецком языке. Положительным фактором являлась возможность приглашения хороших преподавателей из Германии, Австрии, Швейцарии.

### Рижский политехнический институт
В 1896 году Рижский Политехникум указом императора Николая II был преобразован в Рижский политехнический институт со статусом высшего учебного заведения. Языком обучения в институте был объявлен русский, что явилось причиной его оставления частью преподавателей из стран Европы. Несмотря на это институт оставался престижным, его выпускники получали особый статус и не подлежали призыву в армию.

## Организационная структура
В училище было открыто несколько отделений:
- инженерное отделение (с 1863): декан в 1882—1902 гг. — Heinrihs Malhers
- химико-техническое отделение (с 1863): декан в 1882—1906 гг. — Максимилиан Глазенап  (латыш.)
- сельскохозяйственное отделение (с 1863): декан в 1874—1879 гг. — Егор Сиверс (Jegor fon Zivers); в 1879—1885 гг. — Рейнгольд Вольф (Reinhold Volf)
- мануфактурное отделение (1863—1865)
- механическое отделение (с 1864): декан в 1870—1901 гг. — Карл Ловис (Karl Lovis); декан в 1901—1905 гг. — К. А. Владимиров; декан в 1905—1917 гг. — Чарльз Кларк
- коммерческое отделение (с 1868): декан в 1870—1872 гг. — Густав Кон; в 1872—1875 гг. — Фридрих Клейнвехтер; в 1877—1886 и 1888—1900 — Карл Левенталь  (латыш.); в 1886—1888 — Теодор Грёнберг  (латыш.)
- архитектурное отделение (с 1869): декан в 1870—1887 гг. — Густав Хилбиг; в 1887—1905 гг. — Иоганн фон Кох (нем. Johann von Koch)
- геодезическое отделение (в 1869—1888): декан в 1870—1874 гг. — Антон Шелл; в 1874—1887 гг. — Александр Бек.

В училище были созданы:
- библиотека с читальным залом
- Аналитическая научная лаборатория (1864)
- Химическая экспериментальная станция (1864)
- Опытная сельскохозяйственная станция Петерниеки (1880)
- Механическая мастерская (1885)
- Электротехническая лаборатория (1887)
- Химико-технологическая лаборатория (1889)

## Персоналии

### Директора
- 1862—1875 Наук, Эрнест Фридрих[латыш.]
- 1875—1885 Кизерицкий, Густав[латыш.]
- 1885—1891 Левенталь, Карл[латыш.]
- 1891—1902 Грёнберг, Теодор[латыш.]
- 1902—1905 и 1917—1918 Пауль Вальден
- 1906—1916 Книрим, Вольдемар

### Преподаватели
- Бек, Александр — профессор астрономии (1873—1899)
- Боль, Пирс Георгиевич — профессор математики (1895—1918)
- Брицке, Эргард Викторович — преподаватель химической технологии (с 1906), затем профессор химии (1910—1917)
- Вальден, Пауль — профессор химии (1894—1911)
- Глазенап, Максимилиан — профессор химии (1878—1896)
- Грюблер, Мартин Фюрхтегот — профессор технической механики (1886—1900)
- Калеп, Фёдор Георгиевич — профессор механики (1895—1913)
- Кларк, Чарльз — преподаватель, затем профессор (с 1902) судостроения (1898—1917)
- Клейнвехтер, Фридрих — профессор политической экономии и статистики (1872?—1875)
- Книрим, Вольдемар — профессор сельскохозяйственных наук  (1880—1916)
- Кон, Густав — профессор политической экономии (1870—1872)
- Кох, Иоганн — профессор архитектурного отделения (1887—1905)
- Купфер, Карл Райнхольд — преподаватель геометрии (1894—1915)
- Ласпейрес, Этьен — профессор политической экономии (1866—1869)
- Лебединский, Владимир Константинович — профессор физики (1913—1918)
- Левицкий, Леонид[нем.] — преподаватель, затем профессор машиностроения (1864—1870)
- Морманн, Карл[нем.] — профессор строительства (1892—1894)
- Мясковский, Август — преподаватель экономики (1868—1873)
- Нейман, Вильгельм — преподаватель истории искусств (1899—1901)
- Оствальд, Вильгельм Фридрих — профессор физики (1882—1887)
- Пиранг, Хайнц[латыш.] — преподаватель архитектурного отделения (1910—1917)
- Риттер, Карл Вильгельм — профессор инженерных наук (1873—1882)
- Тёплер, Август — профессор физики (1865—1869)
- Хилбиг, Густав — профессор архитектурного отделения (1863—1887)
- Центнершвер, Мечислав — преподаватель химии и физики (с 1904), с 1917 — профессор (1898—1918)
- Шелл, Антон[нем.] — профессор геодезии, сферической астрономии и геометрии (1864—1869)
- Шиндлер, Франц Фридрих[нем.] — профессор сельскохозяйственных наук  (1888—1903)
- Энгельберт, Арнольд[нем.] — профессор электротехники (1883—1891)

### Почётные члены
- Оствальд, Вильгельм Фридрих (1903)
- Аррениус, Сванте Август (1912)

### Выпускники
- Выпускники Рижского политехнического училища

Не окончили:
- 1878—1881 Доливо-Добровольский, Михаил Осипович
- до 1886 Бетиньш, Янис Карлович
- до 1892 Эргардт, Роберт Яковлевич
- 1893—1897 Пришвин, Михаил Михайлович
- 1894—1898 Всеволожский, Всеволод Алексеевич
- 1900—1902 Шаумян, Степан Георгиевич
- 1910—1914 Розенберг, Альфред
- 1913? Бокис, Густав Густавович
- 1914—1916 Урбшис, Юозас
- 1915—1916 Аккерман, Янис Давыдович

В течение 1865—1919 годов, фактически, высшее образование, получили 4749 человек.
Несмотря на то, что занятия физкультурой были обязательны только в подготовительном отделении, многие учащиеся были членами различных спортивных ассоциаций; поэтому неудивительно, что среди первых латвийских олимпийцев в 1912 году трое были студентами Рижского политехнического института.
В период между 1918 и 1940 годами четверо выпускников Политехнического института — Х. Целминьш, А. Калниньш, Э. Зиемелис, В. Гулбис — руководили министерством образования Латвийской Республики. 
Большое количество выпускников, которые работали в школах и других учебных заведениях, свидетельствует о том, что политехнический институт давал не только профессиональные знания, но и способствовал формированию интереса к педагогике и развивал навыки в этой области.